# جان موندراگون
جان موندراگون (انگلیسی: Jhon Mondragón؛ زادهٔ ۱۵ اکتبر ۱۹۹۴) بازیکن فوتبال اهل کلمبیا است. او عمدتاً در پست مدافع راست بازی می‌کند، ولی می‌تواند در پست یک مدافع میانی یا یک هافبک میانی برای میانور بایا ماره بازی کند.